# Seconde bataille de Saltville
Guerre de Sécession
La seconde bataille de Saltville est une bataille de la guerre de Sécession. Elle a lieu les 20 et 21 décembre 1864, en Virginie.
Elle visait la destruction des installations sudistes de production de sel. Une première tentative nordiste, infructueuse, avait eu lieu du 1er au 3 octobre 1864. Dirigée par le brigadier général Stephen G. Burbridge, elle s'était soldée par le retrait des Nordistes et des crimes de guerre perpétrés par les confédérés contre les soldats noirs du 5e United States Colored Cavalry prisonniers ou blessés.
Cette fois, le général George Stoneman va de l'est du Tennessee jusqu'au sud-ouest de la Virginie, et, avec la division Burbridge, la brigade Gillem, et le régiment de cavaliers afro-américains du 5e United States Colored Cavalry, il enfonce les défenses sudistes. Les 500 confédérés évacuent la ville que les nordistes investissent. Les installations de production de sel sont détruites.

## Source
- (en) Cet article est partiellement ou en totalité issu de l’article de Wikipédia en anglais intitulé « Battle of Saltville II » (voir la liste des auteurs).